# Вибух у Петербурзькому метро
Терористичний акт в Петербурзькому метрополітені — вибух, що стався 3 квітня 2017 року о 14:40 в Санкт-Петербурзі на перегоні між станціями «Сінна площа» та «Технологічний інститут».
У результаті теракту загинуло 16 осіб (разом із підозрюваним у виконанні теракту), 45 було госпіталізовано, загальне число потерпілих, за різними даними, — 103—108 осіб.
З 4 квітня в Санкт-Петербурзі оголошений триденний траур. На думку низки політологів цю акцію організовано російською владою.

## Хронологія
3 квітня 2017 року в Санкт-Петербурзі близько 14 години 40 хвилин місцевого часу стався вибух у вагоні поїзда між станціями метрополітену «Сінна площа» та «Технологічний інститут».
За даними агентства «Інтерфакс», потужність вибухового пристрою становила близько 200—300 грамів у тротиловому еквіваленті. Близько 15:00, на станції «Площа Повстання» було виявлено інший саморобний вибуховий пристрій, споряджений уражаючими елементами. Вказаний пристрій було своєчасно знешкоджено вибухотехніками УФСБ. Потужність вибухового пристрою становила 1 кілограм у тротиловому еквіваленті, сам пристрій було замасковано під вогнегасник. Пристрій мав дистанційне керування, для його знешкодження було тимчасово заглушено мобільний зв'язок.
Було прийнято рішення закрити станції метро «Невський проспект», «Маяковська» і «Площа Повстання». Далі було закрито станції «Парк Перемоги», «Електросила», «Московські ворота», «Фрунзенська», «Технологічний інститут», «Сінна площа», «Гостинний двір»; о 15:40 було закрито всі інші станції. «Пасажиравтотранс» організував рух за маршрутами, що повторюють лінії метрополітену. Губернатор Санкт-Петербурга Георгій Полтавченко надав розпорядження про запровадження оперативного плану на випадок надзвичайних подій.
Керівництво міста дало вказівку всьому громадському транспорту здійснювати перевезення людей безкоштовно. Аналогічне рішення прийняли кілька операторів таксі. Проїзд по Західному швидкісному діаметру ввечері 3 квітня зробили безкоштовним.
До 15:50 двох постраждалих, які перебували у важкому стані, почали оперувати в лікарнях.
Реакцією на вибухи стало посилення заходів безпеки в Московському і Нижньогородському метрополітенах, а також у всіх російських аеропортах і залізничних вокзалах. Окрім того, заходи пильності були посилені в Мінському і Алма-Атинському метрополітенах.
О 20:44 керівництво метрополітену Петербурга повідомило про часткове відновлення роботи метро: залишалися закритими дільниці «Володимирська» — «Балтійська» і «Горьківська» — «Парк Перемоги». Близько 22:00 рух на першій лінії відновлено повністю. З ранку 4 квітня Петербурзький метрополітен почав роботу в повному обсязі по всіх лініях і станціях.

## Постраждалі
| Громадянство | Загиблих |
| ------------ | -------- |
| Росія        | 3        |
| Казахстан    | 1        |
| Азербайджан  | 1        |
| Білорусь     | 1        |
| Узбекистан   | 1        |
| Таджикистан  | 1        |
| Невідомо     | 6        |
| Загалом      | 14       |

За даними міністра охорони здоров'я РФ Вероніки Скворцової (станом на 17:56 03.04.2017), загинуло 10 осіб (7 померли на місці, 2 у лікарні, 1 при транспортуванні), 47 поранено, 6 перебувало у важкому стані. За даними НАК на 22:42 03.04.2017 загинуло 11 осіб, постраждав, за даними МНС на 05:50 04.04.2017, 51 чоловік.
За повідомленням Вероніки Скворцової (4 квітня, 11:19, дата поновлення 12:27), на ранок 4 квітня 2017 року, кількість загиблих, включаючи померлих у лікарні, досягла 14 людей. У стаціонарах міста залишалося 49 постраждалих.
Прем'єр-міністр РФ Дмитро Медведєв доручив главі МОЗ РФ Вероніці Скворцовій допомогти постраждалим.
|                                                  |                               |                                                |
| Люди біля закритої станції метро «Петроградська» | Двері вестибюля станції метро | Поблизу закритої станції метро «Ломоносовська» |

## Розслідування
Слідчий комітет РФ (СКР) порушив кримінальну справу за КК РФ (терористичний акт). Справу прийнято до провадження Головним управлінням з розслідування особливо важливих справ СКР. За словами президента Росії Володимира Путіна, розглядаються побутова та кримінальна версії вибухів в метро, а також версія теракту.
О 16:30 Генеральна прокуратура РФ офіційно назвала вибух у петербурзькому метро терористичним актом. У ЗМІ була оприлюднена інформація, що відеокамери спостереження в метро Санкт-Петербурга зняли передбачуваного терориста. Пізніше людина, названий підозрюваним, капітан ВДВ у відставці Андрій (Ільяс) Нікітін, з'явився в поліцію і заявив про свою невинність.
За попередніми даними, вибух здійснив терорист-смертник, розчленовані рештки якого були виявлені у вагоні. 4 квітня СКР підтвердив, що смертником був Акбаржон Джалілов, який народився 1 квітня 1995 року в киргизькому місті Ош. За даними СКР, його генетичні сліди також виявлено на сумці з вибухівкою на Площі Повстання». Газета.ру з посиланням на джерело в правоохоронних органах писала, що Джалілов хоча й народився в Киргизії, можливо, є етнічним узбеком (місто Ош — місце компактного проживання узбеків). З 2011 року Джалілов був громадянином Росії, працював в Санкт-Петербурзі в автомайстерні, також є повідомлення, що він працював кухарем. Цікавився ісламом і мав релігійних знайомих. Джерело Газети.ру повідомляло, що Джалілов був прихильником ідей однієї з екстремістських організацій. Знайомий Джалілова по роботі охарактеризував його як замкнуту людину і згадав випадок, як той хотів відрізати руку злодія, який крав гроші у колег.
За повідомленням «Комерсанта», спецслужби знали про підготовку теракту в Санкт-Петербурзі від затриманого після повернення з Сирії росіянина, який співробітничав з «Ісламським державою». Були відомі телефонні номери спільників — і після теракту вони були заблоковані.

## Реакція на подію
Цей вибух є єдиним в історії Петербурзького метрополітену, в результаті якого загинули люди (до цього вибух у метро стався у 1996 році, між станціями «Площа Леніна>» і «Виборзька», але тоді обійшлося без людських жертв).
Співчуття сім'ям загиблих і постраждалих під час вибуху висловили президент Росії Володимир Путін, президенти Азербайджану, Білорусі, Болівії, Грузії, Литви, Молдови, США, Узбекистана, Франції, Казахстана, генеральний секретар ООН Антоніу Гутерреш, прем'єр-міністр Ізраїлю Біньямін Нетаньяху та лідери парламентської опозиції, канцлер Німеччини Ангела Меркель, прем'єр-міністри Грузії, Індії, Естонії, генеральний секретар Ради Європи Турбйорн Ягланд, голова ПАСЄ Педро Аграмунт, президент США Дональд Трамп, міністри закордонних справ Бельгії, Великої Британії, Німеччини, Литви, України, Франції, генеральний секретар НАТО Єнс Столтенберг, голова Європейської ради Дональд Туск, верховний представник ЄС по іноземних справах Федеріка Могеріні, голова Єврокомісії Жан-Клод Юнкер, голова представництва ЄС у Росії Вігаудас Ушацкас, Міжнародний комітет Червоного Креста, МЗС Вірменії, Греції, Латвії, Сирії, мер Єревана, керівництво Київського метрополітену, губернатор Санкт-Петербурга.
Пізно ввечері 3 квітня президент Росії Володимир Путін відвідав місце вибуху і поклав квіти до входу станції «Технологічний інститут». З 4 квітня в Санкт-Петербурзі оголошено триденний траур.
За повідомленням британської газети The Independent, прихильники Ісламської держави в Інтернеті вітали вибухи (вони відбулися після хвилі пропаганди ІД із закликами завдавати ударів по Москві), хоча саме ІД не взяло на себе відповідальність.

## Нагороди
За повідомленням начальника Петербурзького метрополітену, до нагород представлено троє співробітників: машиніст потерпілого складу Олександр Каверін, чергова по станції «Технологічний інститут» Ніна Шмельова та інспектор по станції «Площа Повстання» Альберт Сибірських, який запобіг другий вибух. Прессекретар петербурзького метрополітену Юлія Шавель зазначила, що машиніст потягу не розгубився у складній ситуації, діяв відповідно до інструкції і довів потяг до платформи, що дозволило уникнути додаткових жертв.